# Giulio Cesare de' Rossi
Giulio Cesare de' Rossi (San Secondo Parmense, 1519 – Chiaravalle, 6 aprile 1554) è stato un condottiero italiano del XVI secolo, dei Marchesi di San Secondo.

## Biografia
Giulio Cesare de' Rossi nacque a San Secondo Parmense nel 1519 ultimogenito del marchese Troilo I e di Bianca Riario. Protagonista in gioventu' di giostre e tornei da quali uscì spesso vincitore, ricevette dal padre in eredità il feudo di Basilicanova.
Di carattere irascibile e ambizioso, Giulio Cesare, al quale era preclusa la successione diretta sulla contea di San Secondo, decise di ingrandire i propri possedimenti rapendo Maddalena, la primogenita delle due figlie di Roberto Sanseverino, conte di Caiazzo e Colorno, ereditiera di un grosso patrimonio. La giovane, orfana di padre, si trovava con la madre a Venezia, protetta dallo zio naturale con il quale Giulio Cesare, recatosi a Venezia, entrò prima in confidenza e quindi si accordò per rapirla nel 1539. Celebrato immediatamente il matrimonio, Giulio Cesare fuggì da Venezia riparando in armi a Colorno.
I veneziani, non potendo perseguirlo perché il Rossi era fuggito in un territorio al di fuori della loro giurisdizione, emisero un bando in perpetuo dai territori della repubblica di Venezia nei suoi confronti. Tuttavia Paolo III, di cui Giulio Cesare era suddito essendo all'epoca Parma di pertinenza dei Farnese, non accettò il misfatto e punì il Rossi non solo espellendolo da Colorno, ma anche privandolo del lascito paterno di Basilicanova.

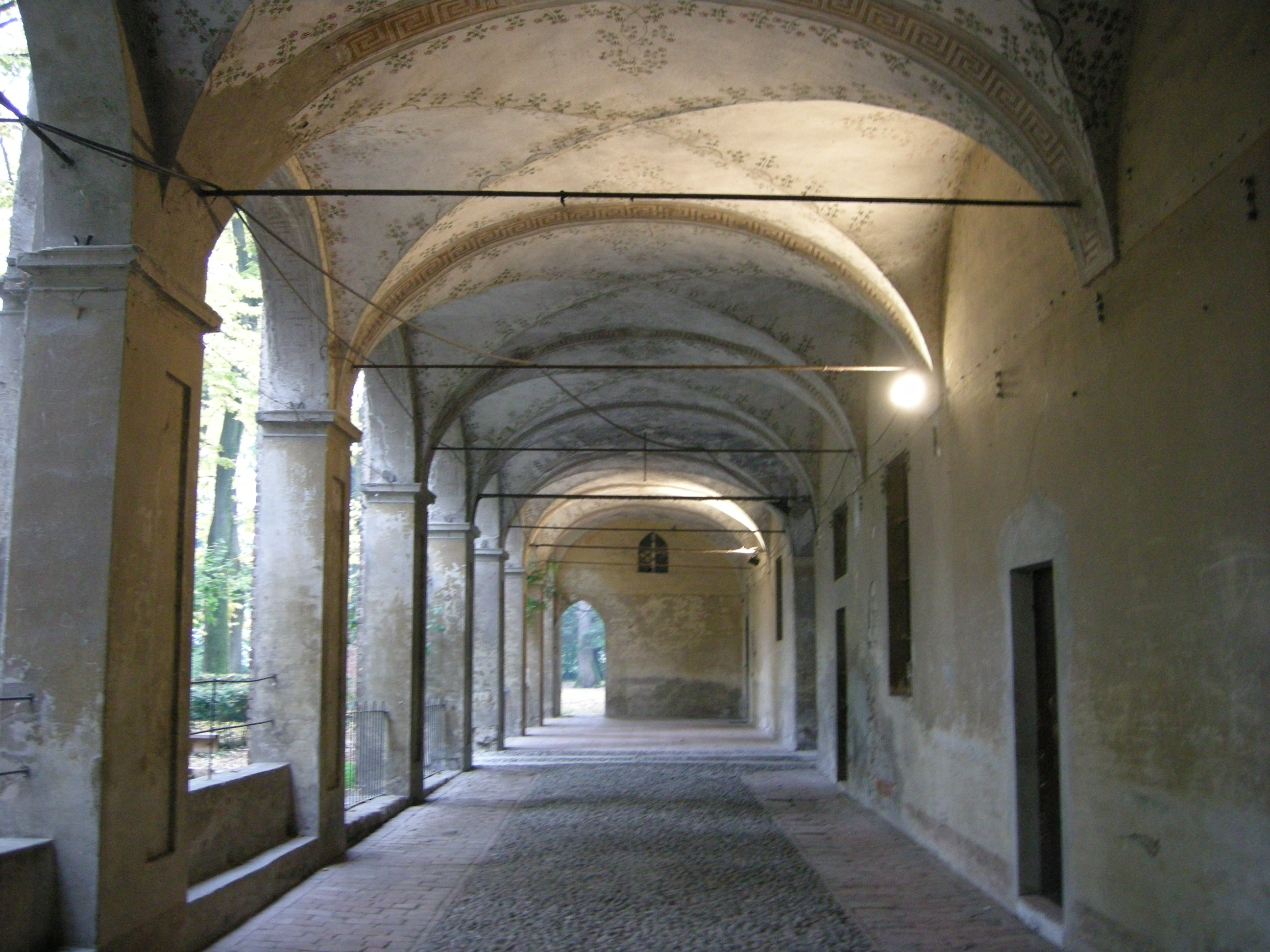
Rocca dei Rossi di San Secondo.

Giulio Cesare riparò quindi a Caiazzo dove aveva ereditato dei beni attraverso il matrimonio forzoso con la Sanseverino. Tuttavia Giulio Cesare non si limitò a governare il feudo campano, discusse aspramente con i propri vassalli e armò dei sicari per porre fine alle contese, finendo in carcere a seguito del suo coinvolgimento nei tumulti di Napoli contro il viceré Toledo.
Nel frattempo la morte di Pier Luigi Farnese, da poco nominato duca di Parma, fece balenare al Rossi l'idea di poter recuperare le sue terre: si decise a tornare al nord per abboccarsi con Ferrante Gonzaga, generale di Carlo V, che nel frattempo aveva occupato Piacenza, prima capitale del neonato ducato. Il Rossi gli promise appoggi per la presa di Parma in cambio della promessa di essere reinsediato nei possedimenti confiscati dai Farnese.
Nel 1551 scoppiò la guerra in Lombardia che vide contrapposti la Francia e il Duca di Parma Ottavio Farnese da una parte e il Papa Giulio III alleato degli imperiali di Carlo V dall'altra. Giulio Cesare, colonnello degli imperiali, tentò più volte senza successo la sortita su Colorno e quando si siglò la pace, nel 1552, la sua posizione venne totalmente ignorata dai contendenti.

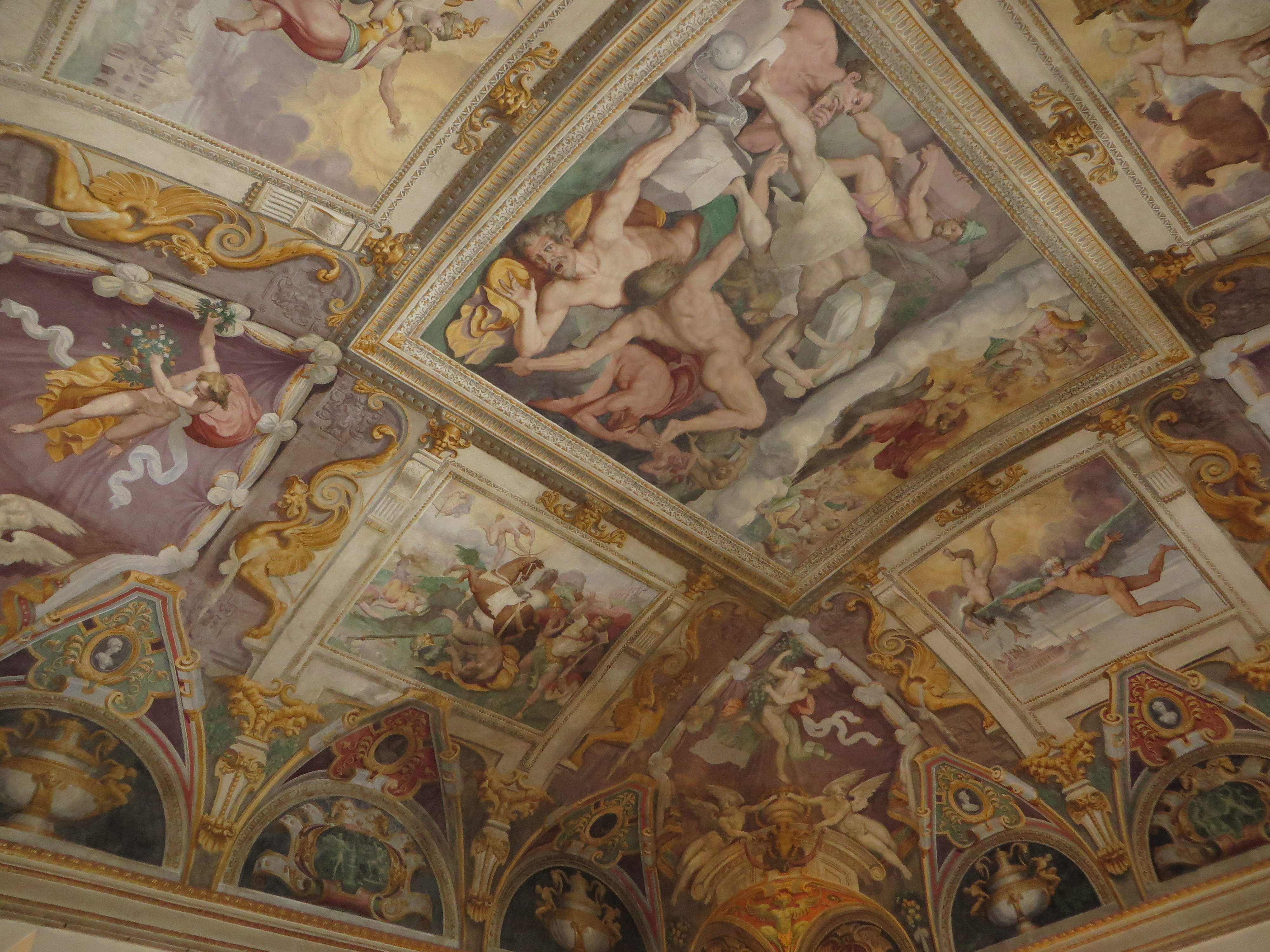
Rocca dei Rossi: Sala dei Giganti. Qui viene rappresentata in formato allegorico la vicenda di Giulio Cesare che, come i giganti appunto, ebbe la presunzione di sfidare chi era più forte di lui (i Farnese), finendo con pagarne le conseguenze.

Accordatosi nel 1554 con Cosimo I de' Medici per servirlo nella Guerra di Siena, indugiò nel raggiungerlo cercando il momento propizio per eliminare il duca di Parma Ottavio Farnese. Sorpreso dai sicari ducali presso l'abbazia di Chiaravalle, venne ucciso insieme a nove suoi fedelissimi.

## Discendenza
Dalla moglie Maddalena Sanseverino ebbe sei figli:
- Ippolita, che sposò Alberto Pio, signore di Meldola;
- Fulvia, che sposò Gian Antonio de Cardona, marchese di Padula;
- Ercole, da cui deriva il ramo dei Rossi di Caiazzo;
- Giulio, che militò nella guerra di Francia contro gli Ugonotti;
- Sulpizia, monaca;
- Ferrante, che si stabilì a Mantova, fu uomo d'arme.[2]

## Ascendenza
|                                               |              |                                                         | Genitori                                              |  |  | Nonni |  |  | Bisnonni                                         |  |  | Trisnonni                                        |  |
|                                               |              |                                                         |                                                       |  |  |       |  |  | Pier Maria II de' Rossi, IV conte di San Secondo |  |  | Pier Maria I de' Rossi, III conte di San Secondo |  |
|                                               |              |                                                         |                                                       |  |  |       |  |  | Pier Maria II de' Rossi, IV conte di San Secondo |  |  | Pier Maria I de' Rossi, III conte di San Secondo |  |
|                                               |              | Maria Giovanna Cavalcabò                                |                                                       |  |  |       |  |  | Pier Maria II de' Rossi, IV conte di San Secondo |  |  |                                                  |  |
| Giovanni de' Rossi, V conte di San Secondo    |              |                                                         |                                                       |  |  |       |  |  | Pier Maria II de' Rossi, IV conte di San Secondo |  |  |                                                  |  |
|                                               |              | Antonia Torelli                                         | Guido Torelli, I conte di Guastalla e Montechiarugolo |  |  |       |  |  |                                                  |  |  |                                                  |  |
|                                               |              | Antonia Torelli                                         | Guido Torelli, I conte di Guastalla e Montechiarugolo |  |  |       |  |  |                                                  |  |  |                                                  |  |
|                                               |              | Antonia Torelli                                         | Orsina Visconti                                       |  |  |       |  |  |                                                  |  |  |                                                  |  |
| Troilo I de' Rossi, I marchese di San Secondo |              | Antonia Torelli                                         |                                                       |  |  |       |  |  |                                                  |  |  |                                                  |  |
|                                               |              | Francesco Scotti Douglas, conte di Carpaneto e Vigoleno | …                                                     |  |  |       |  |  |                                                  |  |  |                                                  |  |
|                                               |              | Francesco Scotti Douglas, conte di Carpaneto e Vigoleno | …                                                     |  |  |       |  |  |                                                  |  |  |                                                  |  |
|                                               |              | Francesco Scotti Douglas, conte di Carpaneto e Vigoleno | …                                                     |  |  |       |  |  |                                                  |  |  |                                                  |  |
| Angela Scotti Douglas                         |              | Francesco Scotti Douglas, conte di Carpaneto e Vigoleno |                                                       |  |  |       |  |  |                                                  |  |  |                                                  |  |
|                                               |              | …                                                       | …                                                     |  |  |       |  |  |                                                  |  |  |                                                  |  |
|                                               |              | …                                                       | …                                                     |  |  |       |  |  |                                                  |  |  |                                                  |  |
|                                               |              | …                                                       | …                                                     |  |  |       |  |  |                                                  |  |  |                                                  |  |
| Giulio Cesare de' Rossi                       |              | …                                                       |                                                       |  |  |       |  |  |                                                  |  |  |                                                  |  |
|                                               | Paolo Riario | Raffaele Riario                                         |                                                       |  |  |       |  |  |                                                  |  |  |                                                  |  |
|                                               | Paolo Riario | Raffaele Riario                                         |                                                       |  |  |       |  |  |                                                  |  |  |                                                  |  |
|                                               | Paolo Riario | Teodorina Spinola                                       |                                                       |  |  |       |  |  |                                                  |  |  |                                                  |  |
| Girolamo Riario, signore di Imola e Forlì     | Paolo Riario |                                                         |                                                       |  |  |       |  |  |                                                  |  |  |                                                  |  |
|                                               |              | Bianca della Rovere                                     | Leonardo della Rovere                                 |  |  |       |  |  |                                                  |  |  |                                                  |  |
|                                               |              | Bianca della Rovere                                     | Leonardo della Rovere                                 |  |  |       |  |  |                                                  |  |  |                                                  |  |
|                                               |              | Bianca della Rovere                                     | Luchina Monleone                                      |  |  |       |  |  |                                                  |  |  |                                                  |  |
| Bianca Riario                                 |              | Bianca della Rovere                                     |                                                       |  |  |       |  |  |                                                  |  |  |                                                  |  |
|                                               |              | Galeazzo Maria Sforza, V duca di Milano                 | Francesco Sforza, IV duca di Milano                   |  |  |       |  |  |                                                  |  |  |                                                  |  |
|                                               |              | Galeazzo Maria Sforza, V duca di Milano                 | Francesco Sforza, IV duca di Milano                   |  |  |       |  |  |                                                  |  |  |                                                  |  |
|                                               |              | Galeazzo Maria Sforza, V duca di Milano                 | Bianca Maria Visconti                                 |  |  |       |  |  |                                                  |  |  |                                                  |  |
| Caterina Sforza                               |              | Galeazzo Maria Sforza, V duca di Milano                 |                                                       |  |  |       |  |  |                                                  |  |  |                                                  |  |
|                                               |              | Lucrezia Landriani                                      | …                                                     |  |  |       |  |  |                                                  |  |  |                                                  |  |
|                                               |              | Lucrezia Landriani                                      | …                                                     |  |  |       |  |  |                                                  |  |  |                                                  |  |
|                                               |              | Lucrezia Landriani                                      | …                                                     |  |  |       |  |  |                                                  |  |  |                                                  |  |
|                                               |              | Lucrezia Landriani                                      |                                                       |  |  |       |  |  |                                                  |  |  |                                                  |  |